# Isodon eriocalyx
Isodon eriocalyx là một loài thực vật có hoa trong họ Hoa môi. Loài này được (Dunn) Kudô mô tả khoa học đầu tiên năm 1929.